# 사카이 다다요
사카이 다다요(일본어: 酒井忠世, 겐키 3년 음력 6월 5일(1572년 7월 14일) ~ 간에이 13년 음력 3월 19일(1636년 4월 24일）)은 에도 시대 초기의 다이묘이다. 에도 막부의 로주, 다이로. 고즈케 나하번주, 이세사키번주를 거치고 우마야바시번 제2대 번주가 되었다. 사카이가 우타노카미파 종가 제2대.
도이 도시카쓰와 아오야마 다다토시와 함께 에도 막부 제3대 쇼군 도쿠가와 이에미쓰가 스승으로 따른다는 "삼신사부설"(三臣師傅説)로 꼽힌다.

## 같이 보기
- 사카이 다다카쓰 - 에도 막부 다이로이자 다다요의 사촌동생

| 전임 사카이 시게타다 | 제7대 사카이가 우타노카미파 종가 당주 1617년 ~ 1636년 | 후임 사카이 다다유키 |

| 전임 마쓰다이라 이에노리 | 나하번 번주 (사카이가 우타노카미파 종가) 1601년 ~ 1616년 | 후임 폐번 |

| 전임 이나가키 시게쓰나 | 이세사키번 번주 (사카이가 우타노카미파 종가) 1616년 ~ 1617년 | 후임 우마야바시 번에 편입(사카이 다다요시) |

| 전임 사카이 시게타다 | 제2대 우마야바시 번 번주 (사카이가 우타노카미파 종가) 1617년 ~ 1636년 | 후임 사카이 다다유키 |